# De varkenshoeder

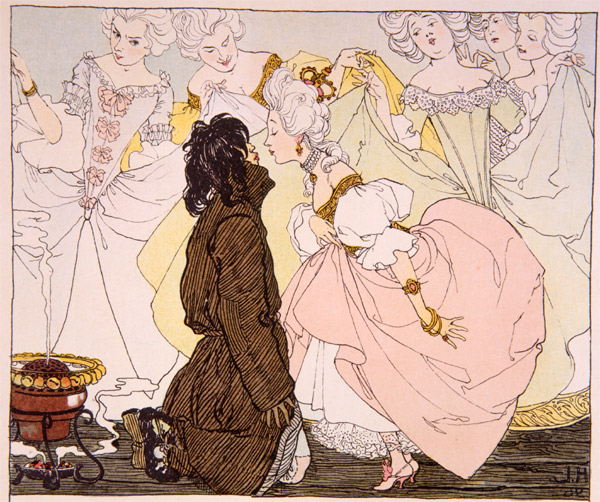
De prinses kust de varkenshoeder als ruil voor de pan met belletjes

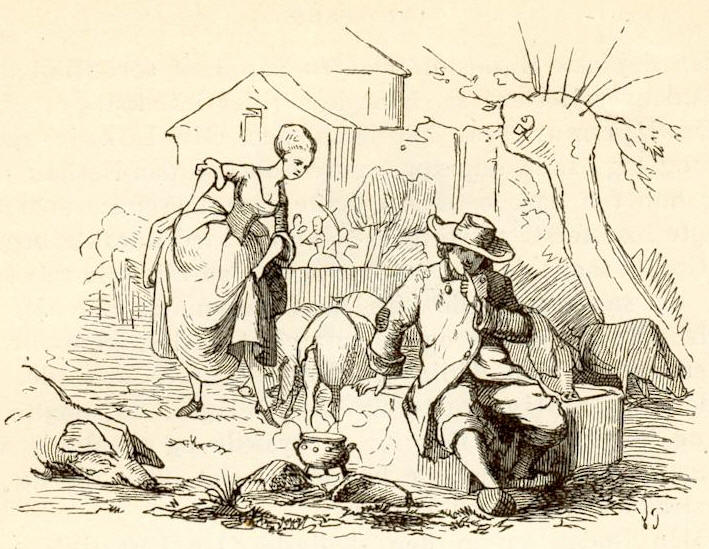
Afbeelding door Vilhelm Petersen, ca. 1841

De varkenshoeder is een sprookje van Hans Christian Andersen, het verscheen in 1859.

## Het verhaal
Een prins wil trouwen met de dochter van een machtige keizer en om dat te bereiken, besluit hij haar twee bijzondere geschenken te geven. Op het graf van een koning groeit een rozenstruik, slechts eenmaal in de vijf jaren bloeit er een prachtige roos. Er woont ook een nachtegaal in de struik. De prins stuurt de mooie roos en nachtegaal naar de dochter van de keizer. De roos is prachtig en de nachtegaal zingt zoals de speeldoos van de keizerin klinkt. Maar omdat het echte dingen zijn, wil de prinses er niks van weten. De prins verft zijn gezicht bruin en gaat als varkenshoeder werken bij de keizer. Na een dag werken maakt hij een pannetje. Op het pannetje zitten bellen en het speelt een wijsje als het water kookt. De prinses hoort het wijsje en herkent dit. Ze wil het pannetje hebben en stuurt haar hofdames naar de varkenshoeder.
De varkenshoeder wil tien kussen van de prinses en de hofdames brengen de boodschap over. De prinses wil haar hofdames de kussen laten geven, maar de varkenshoeder weigert dit. Dan verbergen de hofdames het paar achter hun rokken en de ruil vindt plaats. De varkenshoeder maakt dan een ratel die walsen, galops en polka's kan spelen. Hiervoor vraagt de varkenshoeder honderd kussen. De hofdames brengen de boodschap over en de prinses biedt tien kussen, de rest zal de varkenshoeder van de hofdames ontvangen. De varkenshoeder weigert, alleen voor honderd kussen van de prinses wil hij de ratel ruilen.
De prinses geeft dan toe, de hofdames gaan weer voor het paar staan als de honderd kussen gegeven worden. De keizer kijkt uit het raam en ziet de hofdames, hij gaat kijken wat er aan de hand is. De keizer ziet hoe de prinses de zesentachtigste kus geeft aan de varkenshoeder, beiden worden over de grens gezet. De prinses huilt, ze had gewild dat ze met een prins was getrouwd. De varkenshoeder veegt zijn gezicht af en als de prinses hem ziet, maakt ze een buiging voor hem. De prins zegt dat ze niks van de roos en de nachtegaal wilde weten, maar een varkenshoeder kuste voor een paar prullen. De prins gaat zijn koninkrijk binnen en sluit de deur met een grendel. De prinses staat buiten en zingt het lied wat het pannetje spelen kan.